# 栃木県立足利高等学校
栃木県立足利高等学校（とちぎけんりつあしかがこうとうがっこう、Tochigi Prefectural Ashikaga Senior High School）は、栃木県足利市本城に所在する県立高等学校。

## 概要
栃木県の「第二期県立高等学校再編計画」に基づき、2022年度（令和4年度）に男子校の栃木県立足利高等学校（以下、旧栃木県立足利高等学校）と女子校の栃木県立足利女子高等学校を統合して単位制の男女共学の高等学校として開校（2022年4月1日開校、7日開校式）。当校は、2022年4月1日開校の男女共学の高等学校とされており、単位制が導入され、新たに校訓・校章・校歌が定められた。校名は前身校となる足利高等学校・足利女子高等学校両校の伝統と史跡足利学校の向学の精神を受け継ぐと共に、足利を代表する高校であることから付けられた。統合時の協議で創立起源は創立年の早い足利女子高校が創立された1909年（明治42年）、創立記念日も同校の創立記念日の5月3日とされた。
なお、校地及び校舎は、統合時は（旧）栃木県立足利高等学校の校地を使用するが、2024年度に（旧）栃木県立足利女子高等学校の校地及び足利市民会館の敷地に新校舎を整備して移転することになっている。

### 校訓
進取 、忠恕、自学

### 教育目標
高い志と知的好奇心を持ち、豊かな感性と良識を身につけ、次代を逞しく拓いていくことのできる有為な人材を育成する。

## 沿革

### 旧栃木県立足利高等学校
- 1921年（大正10年）4月6日 - 「栃木県立足利中学校」（旧制中学校）が開校。
  - 入学資格を尋常小学校を修了した12歳以上の男子、修業年限を5年（現在の中1～高2に相当）、定員を100名（1学年2学級）とする。
- 1925年（大正14年）10月 - 校舎完成と生徒の全学年完成[注釈 4]に伴い、学校完成記念式を挙行。
- 1941年（昭和16年）4月1日 - 1学年あたりの学級数が3、定員が150名となる。
- 1943年（昭和18年）4月1日 - 中等学校令の施行により、この時の入学生から修業年限が4年（現在の中1～高1に相当）となる。
- 1945年（昭和20年）
  - 3月 - 4年生（1941年（昭和16年）入学生）と5年生（1940年（昭和15年）入学生）の合同卒業式を挙行[注釈 5]。
  - 4月 - 学校での授業が停止される。ただし勤労動員は継続。
  - 9月 - 終戦により、授業が再開される。
- 1946年（昭和21年）4月1日 - 修業年限が5年となる（ただし4年修了で卒業することもできた）。
- 1947年（昭和22年）4月1日 - 学制改革（六・三制の実施、新制中学校の発足）が行われる。
  - 旧制中学校としての生徒募集を停止。
  - 新制中学校が併設（以下・併設中学校）され、旧制中学校1・2年修了者を新制中学校2・3年生として収容。
  - 旧制中学校3・4年修了者はそのまま旧制中学校4・5年生として在籍（ただし4年修了時点で卒業することもできた）。
  - 併設中学校は経過措置としてあくまで暫定的に設置されたため、新たに生徒募集は行われず、在校生が2・3年生のみの中学校であった。
- 1948年（昭和23年）4月1日 - 学制改革（六・三・三制の実施、新制高等学校の発足）が行われる。
  - 旧制中学校が廃止され、新制高等学校「栃木県足利高等学校」が発足。
    - 旧制中学校卒業者（5年修了者）を新制高校3年生、旧制中学校4年修了者を新制高校2年生、併設中学校卒業者（3年修了者）を新制高校1年生として収容。
    - 併設中学校は継承され（名称:栃木県足利高等学校併設中学校）、1946年（昭和21年）に旧制中学校へ最後に入学した3年生のみとなる。
- 1949年（昭和24年）
  - 3月31日 - 併設中学校を廃止。
  - 4月1日 - 公立高校再編により、足利市立商業高等学校[注釈 6]を統合し、普通課程と商業課程を有する総合制の「栃木県足利高等学校」が発足。
    - 夜間定時制（商業課程）を併置。葉鹿町立葉鹿中学校内に葉鹿分校[注釈 7]（家庭課程）を設置。
- 1950年（昭和25年）4月 -  御厨町・梁田村組合立協和中学校（現･足利市立協和中学校）内に御厨分校[注釈 8]（農業課程）を設置。
- 1951年（昭和26年）4月1日 - 「栃木県立足利高等学校」と改称。
- 1952年（昭和27年）4月1日 - 定時制課程に普通科を増設。
- 1965年（昭和40年）3月 - 全日制課程商業科の募集を停止（栃木県立足利商業高等学校[注釈 9]の校舎が完成したため）。
- 1967年（昭和42年）3月31日 - 全日制課程商業科を廃止。
- 1985年（昭和60年）9月11日 - 群馬県立太田高等学校との対抗戦を開始。
- 2001年（平成13年）4月1日 - 第2学年類型（国際数理）を導入。
- 2002年（平成14年）4月 - 群馬大学との高大連携を開始。
- 2006年（平成18年）
  - 3月31日 - 定時制課程を廃止（栃木県立学悠館高等学校へ移管）。
  - 4月1日 - 第2学年類型（文系SP）を導入。
- 2012年（平成24年）4月 - 文部科学省よりスーパーサイエンスハイスクール (SSH) の指定を受ける。
- 2021年（令和3年）9月 - 創立100周年記念式典を挙行
- 2022年（令和4年）3月31日 - 栃木県立足利女子高等学校と統合により閉校[5][6]。

### 栃木県立足利女子高等学校
- 1909年（明治42年）4月1日 - 「足利郡立足利高等女学校」（高等女学校）として開校
- 1923年（大正12年）4月1日 - 県立移管により、「栃木県立足利高等女学校」と改称。
- 1948年（昭和23年）4月1日 - 学制改革により足利高等女学校が廃止され、新制高等学校「栃木県足利女子高等学校」が発足。
- 1951年（昭和26年）4月1日 - 「栃木県立足利女子高等学校」と改称
- 2022年（令和4年）3月31日 - 旧栃木県立足利高等学校と統合により閉校[6]。

### 栃木県立足利高等学校
- 2022年（令和4年）4月1日 - 開校[6]。旧足利高等学校および足利女子高等学校在校生は、当校に転学[7]。
- 2024年（令和6年）10月1日 - 新校舎落成。校舎は、（旧）栃木県立足利女子高等学校及び足利市民会館の敷地（有楽町）へ移転。

## 基礎データ

### 設置課程・学科
- 全日制課程 普通科（1学年6学級240名）[1]。

### 所在地
- 栃木県足利市本城1丁目1629番地

### アクセス
最寄りの鉄道駅
- JR東日本 両毛線　「足利駅」- 学校から徒歩約30分。

最寄りのバス停
- 足利市生活路線バス 「足利高校前」バス停

最寄りの国道・県道
- 栃木県道40号足利環状線

### 象徴

#### 校章
校章は有坂隆二による。

#### 校歌
作詞は売野雅勇、作曲は林哲司による。

## 旧栃木県立足利高等学校
普通科のみの男子校。足利市内にある栃木県立足利工業高等学校（足工／あしこう）と区別するために、足高（あしたか）と略称される。
1921年（大正10年）創立の「栃木県立足利中学校」（旧制中学校）を前身とする。1948年（昭和23年）の学制改革で新制高等学校となる。2021年（令和3年）に創立100周年を迎えた。かつては安足学区（足利市・佐野市）に属しており、県内他学区からは定員の25%まで入学が認められていた。学区制度は2014年度入試（2015年度入学生）より廃止された。
校訓
「文武両道・質実剛健」
教育目標
健康で知性に富み、情操が豊かで道徳心高く、生活力旺盛な青年を育成する。
校章
栃の葉と聖火を背景に、中央に「高」の文字を置いている。
校歌
4番まであり、校名は歌詞中に登場しない。作曲は中田喜直。

### 部活動
運動部
- 野球部
- 卓球部
- ハンドボール部
- ソフトテニス部
- テニス部（硬式）
- バスケットボール部
- 陸上競技部
- バレーボール部
- 水泳部
- 剣道部
- 柔道部
- バドミントン部
- サッカー部

文化部
- 英語部
- 音楽部
- 美術部
- 科学部
- 写真部
- インターアクト部
- 囲碁将棋部
- 鉄道研究部
- ギター同好会

## 部活動
2022年（令和4年）4月現在

### 運動部
- 男子バスケットボール部
- 男子バレーボール部
- 男子バドミントン部
- 男子ソフトテニス部
- 男子テニス部
- 陸上競技部
- 卓球部
- ダンス部
- ソフトボール部(女子)
- 野球部(男子)
- 女子バスケットボール部
- 女子バレーボール部
- 女子バドミントン部
- 女子ソフトテニス部
- 女子テニス部
- 剣道部
- 水泳部
- 弓道部(女子)
- 男子ハンドボール部
- 男子サッカー部

### 文化部
- 社会研究部
- 茶華道部
- 合唱部
- 管弦楽部
- 英語部
- 書道部
- 美術部
- 科学部
- 写真部
- 家庭部
- 文芸部
- 演劇部
- 囲碁将棋部

### 同好会
- 軽音楽同好会

## 高校関係者と組織

### 高校関係者組織
- 同窓会 - 足利高校同窓会（旧足利高等学校の足利高校同窓会と足利女子高等学校の八千草会が統合し発足[9]）

### 著名な出身者

#### 旧栃木県立足利高等学校
あ行
- 相川紗登士 - フリーアナウンサー
- 相田みつを - 作家、旧制栃木県立足利中学校卒業
- 石井千秋 - 柔道家、1972年ミュンヘンオリンピック柔道男子93 kg級ブラジル代表銅メダリスト、2010年現在、柔道九段、ブラジリアン柔術ペドロ・エメテリオ柔術アカデミー指導員、生家は足利藩天神真楊流柔術の流れを汲む柔道の足利造士館石井道場
- 和泉聡 - 第13代足利市長
- 稲村利幸  - 20世紀後半期の衆議院議員、自民党、国務大臣（環境庁長官）
- 売野雅勇 - 作詞家
- 襟川陽一 - 株式会社コーエー最高顧問
- 大川浩 - 財務省東京税関長
- 大月康弘 - 一橋大学大学院経済学研究科長。西洋史学者（東ローマ帝国）。
- 大豆生田実 - 第12代足利市長
- 岡ノ谷一夫 - 東京大学大学院総合文化研究科教授。進化生物学者。
- 興津要 - 早稲田大学名誉教授、国文学者

か行
- 柿沼章 -  元自転車ロードレース選手
- 柿沼幸一郎 - 公正取引委員会委員（1970年から1971年）、日本銀行理事
- 川田司 - 駐ポーランド特命全権大使、外務省領事局長
- 羅田泰和 - きぬた歯科院長
- 久保貞次郎 - 美術評論家

さ行
- 須藤正彦[10] - 弁護士、最高裁判所判事（2009年から2012年）
- 須藤和臣 - 館林市長
- 須永朝彦 - 歌人、小説家
- 想田和弘 - 映画監督

た行
- 檀一雄 - 作家
- ツクイヨシヒサ -  マンガ評論家、ライター、編集者
- でらし ( 小野寺 一貴 ) - ロックバンド「ハンブレッダーズ」メンバー

な行
- 中村洋基 - 広告クリエイター

は行
- 橋本幸治 - 映画監督
- 原つとむ - フリーアナウンサー
- 樋口美雄 - 慶應義塾大学商学部教授、日本経済学会会長、紫綬褒章
- 平塚浩士 - 群馬大学学長

ま行
- 丸山浩司 - 版画家、多摩美術大学教授
- ムッシュ・ピエール - マジシャン
- 室田武 - 経済学者、同志社大学名誉教授
- 茂木敏充 - 衆議院議員（沖縄及び北方対策担当大臣、個人情報保護担当大臣、科学技術政策担当大臣、情報通信技術 (IT) 担当大臣、内閣府特命担当大臣（金融）、行政改革担当大臣、経済産業大臣、経済再生担当大臣、外務大臣を歴任）、元自由民主党幹事長

や行
- 山本鉱太郎 - 旅行作家、劇作家
- 吉永浩和 - 実業家